# Саргамыш
Саргамыш (баш. Һарғамыш) — деревня в Салаватском районе Республики Башкортостан Российской Федерации. Входит в состав Мещегаровского сельсовета.

## География

### Географическое положение
Расстояние до:
- районного центра (Малояз): 30 км,
- центра сельсовета (Мещегарово): 6 км,
- ближайшей ж/д станции (Мурсалимкино): 59 км.

## Население
| 2002 | 2009 | 2010 |
| ---- | ---- | ---- |
| 303  | ↘281 | ↘256 |

Национальный состав
Согласно переписи 2002 года, преобладающие национальности — башкиры (40 %), татары (31 %).